# Họ Côn lan
Họ Côn lan (danh pháp khoa học: Trochodendraceae) là một họ thực vật có hoa.
Hệ thống APG II năm 2003 (không thay đổi so với hệ thống APG năm 1998), công nhận họ này nhưng không đặt nó vào bộ nào mà đặt nó như là một trong các dòng dõi cơ sở của thực vật hai lá mầm thật sự. Như là một tùy chọn chuẩn, APG (trong cả hai phiên bản) chấp nhận họ này là họ của 2 loài, đều là cây thân gỗ, nhưng cho phép tùy chọn tách riêng loài thứ hai ra thành họ riêng của nó, gọi là Tetracentraceae (họ Thủy thanh). Việc chia tách như thế tạo ra hai họ, mỗi họ chỉ có 1 loài cây thân gỗ với họ Tetracentraceae là thủy thanh (Tetracentron sinense) có ở tây nam Trung Quốc và Nepal, còn họ Trochodendraceae với côn lan (Trochodendron aralioides) có ở Nhật Bản và miền bắc Đài Loan. Hai loài cây này chia sẻ đặc trưng chung là có chất gỗ (xylem) thứ cấp không có mạch, và đây là điều cực hiếm trong số thực vật hạt kín. Do lớp gỗ không có mạch gợi ý về tính nguyên thủy của hai loài này nên chúng luôn nhận được sự chú ý từ giới các nhà phân loại học.
Tuy nhiên, từ hệ thống APG III năm 2009 trở đi, họ Côn lan được công nhận là họ duy nhất trong bộ Côn lan (Trochodendrales), chứa hai loài nói trên.
Hệ thống Cronquist năm 1981 chấp nhận cả hai họ và đặt chúng trong bộ Côn lan thuộc phân lớp Hamamelidae của lớp Magnoliopsida.
Hệ thống Dahlgren có sự lựa chọn tương tự trong cấp họ và bộ, nhưng đặt bộ này trong siêu bộ Rosanae của phân lớp Magnoliidae.
Hệ thống Engler phiên bản cập nhật năm 1964 đặt cả hai họ trong bộ lớn Magnoliales của phân lớp Archychlamydeae thuộc lớp Dicotyledoneae.
Hệ thống Wettstein cập nhật lần cuối năm 1935 hợp nhất cả hai loài trong họ Trochodendraceae và đặt trong bộ Polycarpicae (tên gọi cũ hơn của bộ Magnoliales) thuộc phân lớp Choripetalae của lớp Dicotyledones.